# Phyllopertha irregularis
Phyllopertha irregularis är en skalbaggsart som beskrevs av Waterhouse 1875. Phyllopertha irregularis ingår i släktet Phyllopertha och familjen Rutelidae. Inga underarter finns listade i Catalogue of Life.